# Be Good to Me
Be Good to Me è il primo singolo tratto dall'album Headstrong della cantante statunitense Ashley Tisdale, uscito a natale 2006 negli Stati Uniti ed a febbraio 2007 in Italia. Il singolo ha raggiunto la posizione #80 nella Billboard Hot 100 ed è entrato anche nelle classifice canadese, austriaca e tedesca.

## Tracce
2-track edition
1. Be Good to Me (modifica radiofonica) - 3:13
2. Be Good to Me (con David Jassy) - 3:3

Edizione maxi limitata
1. Be Good to Me - 3:34
2. Who I Am - 3:17
3. It's Life - 3:47

CD singolo (Brasile)
1. Be Good to Me (modifica radiofonica) - 3:12

CD singolo maxi (Germania)
1. Be Good to Me (modifica radiofonica) - 3:12 (Radio Edit)
2. Last Christmas - 3:56
3. Be Good to Me (Jack D. Elliot Mix) - 6:17
4. Be Good to Me (video)

CD singolo - edizione limitata (Germania)
1. Be Good to Me (modifica radiofonica) - 3:12
2. Last Christmas - 3:56

EP dei Remix
1. Be Good to Me (Eddie Baez Anthem Club) - 6:51
2. Be Good to Me (SugarDip Club Mix) - 7:24
3. Be Good to Me (Scalfati from T.H.C. - Scalfonzo Pop Extended Mix) - 7:31
4. Be Good to Me (Scalfati from T.H.C. - Scalfonzo Pop Mixshow) - 5:02
5. Be Good to Me (LSDJ from T.H.C. - Good 4 U Extended Mix) - 6:15
6. Be Good to Me (LSDJ from T.H.C. - Good 4 U Mixshow) - 5:32

## Classifiche
| Classifica (2007/2008) | Posizione massima |
| ---------------------- | ----------------- |
| Austria                | 67                |
| Germania               | 57                |
| U.S. Billboard Hot 100 | 80                |
| U.S. Billboard Pop 100 | 68                |